# Harbour Main-Chapel's Cove-Lakeview
Harbour Main-Chapel's Cove-Lakeview es un pueblo canadiense situado en la provincia de Terranova y Labrador.

## Superficie
Harbour Main-Chapel's Cove-Lakeview tiene una superficie de 21,19 km².

## Demografía
En 2021, tenía 1065 habitantes, una densidad poblacional de 50,3 hab./km², y 530 viviendas.